# 普京理解者

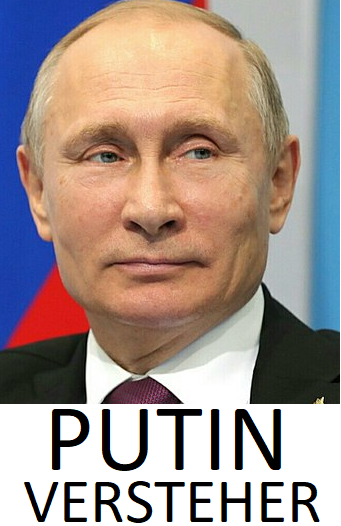
T恤、马克杯等物品都有可能看到“普京理解者”的字眼。

普京理解者（德語：Putinversteher，發音：[ˈpuːtiːnfɛɐ̯ˌʃteːɐ] ⓘ；女性普京理解者称为）是德国政治新词和流行语。该词是对弗拉基米尔·普京表示同情的政客和权威人士的贬义词，即他们说“是的，但你必须了解普京的立场”。“普京理解者”一词在右翼政党德国另类选择和社会主义政党左翼党以及德国社民党中普遍出现。

## 术语的由来
2014年3月，德国明镜在线和世界报首次使用“普京理解者”一词，当时左翼党成员表示俄罗斯联邦吞并克里米亚可被理解且合理。他们认为必须考虑俄罗斯“在克里米亚的合法利益”。其他左翼党成员亦为普京的兼并行为辩护，包括德国前社民党总理格哈德·施罗德，此举甚至激怒了党内支持者。

## 释义
普京理解者，即“在俄乌战争期间支持俄罗斯总统弗拉基米尔·普京的人”，2014年入围德国“年度恶词”，但最终被“谎言新闻”（德語：Lügenpresse）击败。

## 评价
“对普京友好”态度的一个主要特征是后苏联国家的“俄罗斯的合法利益”，其次是反美。一个类似的术语是“俄罗斯理解者”（德語：Russlandversteher）。他也能译为“普京同理者”。
“普京理解者”圈子在政治上是异质的，不论左右。“普京理解者”亦适用于在俄罗斯有商业利益的商人。保罗·罗德里克·格雷戈里写道，它们“是普京抵御欧洲对克里米亚问题实施的有意义制裁的第一道防线”。
“普京理解者”的一个例子是德国前总理赫尔穆特·施密特（社民党），他说普京吞并克里米亚虽然非法，“但可理解”。  勃兰登堡州马蒂亚斯·普拉策克（社民党）前部长主席也表达了同样的观点，此外他还要求2014年俄罗斯吞并克里米亚的行为合法化。汉堡前第一市长克劳斯·冯·多纳尼（社民党）直到2022年1月才表示“我不见普京有任何激进化的趋势。我宁愿看到他对再次成为世界政治因素目的的一贯追求”。
另一位主要的“普京理解者”是德国前总理、北溪股东委员会主席格哈特·施羅德（社民党）。他呼吁尊重俄罗斯的“敏感性”，并反对俄罗斯将克里米亚分离主义与科索沃分离主义相比的论点。
2022年2月25日（即俄罗斯侵乌次日），民主德国末任部长会议主席洛塔尔·德迈齐埃（基督教民主联盟）在接受采访时表示，西方没有听普京的话。然后他表示“俄罗斯社会的广大圈子认为，俄罗斯的世界观值得更多尊重，也必须捍卫自己的生活方式”。
其他被德国保守派报纸《世界报》视为“普京理解者”的知名人士包括莎拉·瓦根克内希特（左翼党）、西德女权主义者爱丽丝·施瓦泽和前欧盟委员君特·维尔豪根（社民党），后者称乌克兰2014年的全烏克蘭聯盟「自由」政府为“法西斯”。  
该术语在俄罗斯被接受，例如“普京理解者”公司出售印有普京肖像的纪念品（如戒指和衣服）。